# Pirite
La pirite (simbolo IMA: Py), nota anche come ghiaia di zolfo o ghiaia di ferro, nonché oro degli sciocchi, è un minerale molto comune della classe dei "solfuri e solfosali". Da un punto di vista chimico, è la modificazione cubica del per-solfuro di ferro (II) (FeS2), cioè è costituito da ferro e zolfo in un rapporto di 1:2.

## Etimologia e storia
Il nome pirite deriva dal greco antico: da πῦρ pyr per "fuoco" deriva πυρίτης (λἱθος) pyrítes (líthos) per "selce". La ragione di ciò è che le schegge di pirite possono essere scheggiate con una selce dura, che si accende e brucia nell'aria:
{\displaystyle {\ce {4\ FeS2\,+11O2\longrightarrow 2Fe2O3\,+8SO2}}}
Questa proprietà era già utilizzata negli accendifuoco dell'età della pietra per accendere fuochi.
Noduli di pirite di zolfo con tracce di lavorazione sono stati rinvenuti in vari siti e potrebbero essere assegnati a diverse epoche dell'età della pietra.
Le sedi includono:
- grotta di Vogelherd vicino a Niederstotzingen (Baden-Württemberg) in Germania
- una grotta vicino a Les Eyzies-de-Tayac-Sireuil
- Grand Abri vicino a Laussel nel dipartimento francese della Dordogna
- Grotte du Bois Laiterie nel circondario Profondeville
- Trou de Chaleux nei pressi di Hulsonniaux (comune di Houyet) in Belgio, risalente al Paleolitico superiore[10]
- Trou al'Wesse nel comune belga di Modave risalente al Mesolitico
- Robenhausen, Feldmeilen-Vorderfeld e Wollishofen-Haumesser (Canton Zurigo)
- Muntelier (Canton Friburgo)
- Lago di Chalain (Dipartimento del Giura)
- vicino a Gisement des Baigneurs nel comune di Charavines (Isère)
- a Beg-er-Goalennec sulla penisola di Quiberon (dipartimento del Morbihan) in Francia, risalente al Neolitico.[11][12]

Nell'antichità, tuttavia, il termine piriti includeva non solo il minerale noto oggi come pirite, ma anche altre pietre "contenenti fuoco". Ad esempio, nel suo 36º volume della Naturalis historia, Plinio il Vecchio descrisse due tipi di pirite dall'aspetto metallico di colore argento e oro provenienti dalle miniere di Cipro. Si ritiene che la pirite color oro sia la pirite attuale (forse inclusa la calcopirite) e la pirite color argento sia un altro solfuro precedentemente non identificato.
Il nome colloquiale oro degli sciocchi deriva dall'antico alto tedesco Kazzūngold, che significa "resina di ciliegia giallo-dorata". Questo termine apparve nei manoscritti già nel XII secolo con l'idea di qualcosa di contraffatto o non autentico (in contrapposizione all'oro vero). Sebbene il termine oro degli sciocchi sia solitamente usato in relazione alla mica in generale o alla biotite alterata in particolare, è anche usato come nome per la pirite.
Per molto tempo si è pensato che la pirite e la marcasite fossero lo stesso minerale (a volte in forme diverse); entrambi sono stati spesso indicati in letteratura come ghiaia di zolfo o ghiaia di ferro, e parallelamente anche come marcasite e fino al XVIII e XIX secolo "marcasite" era ancora considerato un nome banale. Fu solo nel 1845 che Wilhelm Karl Ritter von Haidinger chiarì che la ghiaia di ferro consisteva in realtà di due minerali diversi, anche se molto simili, riferendosi all'esaedrico (cubico) col termine pirite e al prismatico (rombico) col termine marcasite.
Poiché la pirite era già conosciuta e riconosciuta come specie minerale a sé stante molto prima della fondazione dell'Associazione Mineralogica Internazionale (IMA), questa è stata adottata dalla sua Commissione per i Nuovi Minerali, la Nomenclatura e la Classificazione (CNMNC) e si riferisce alla pirite come un cosiddetto minerale grandfathered.

## Classificazione
Già nell'obsoleta 8ª edizione della sistematica minerale secondo Strunz, la pirite apparteneva alla classe minerale dei "solfuri e solfosali" e lì alla sottoclasse dei "solfuri con [il rapporto di massa] M:S < 1:1", dove prendeva il nome dalla "serie della pirite" con il numero di sistema II/C.05, che formava con gli altri membri aurostibite, cattierite, geversite, hauerite, laurite, michenerite, penroseite, sperrylite, trogtalite, vaesite e villamanínite.
Nella Sistematica dei lapis (Lapis-Systematik) di Stefan Weiß, che si basa ancora su questa vecchia forma di classificazione di Strunz per rispetto verso i collezionisti privati e delle collezioni istituzionali, al minerale è stato assegnato il sistema e il minerale n. II/D.17-030. In questa Sistematica ciò corrisponde anche alla classe dei "Solfuri con il rapporto di massa metallo: S,Se,Te < 1:1". Qui, la pirite forma l'omonimo "gruppo della pirite" con il numero di sistema nº II/D.17 con altri membri aurostibite, cattierite, changchengite, dzharkenite, erlichmanite, fukuchilite, geversite, hauerite, insizwaite, kruťaite, laurite, maslovite, mayingite, michenerite, padmaite, penroseite, sperrylite, testibiopalladite, trogtalite, vaesite e villamanínite (questa a partire dal 2018).
La 9ª edizione della sistematica minerale di Strunz, aggiornata l'ultima volta dall’Associazione Mineralogica Internazionale (IMA) nel 2024, inizialmente classifica la pirite nella classe più generale "2.E Solfuri metallici, M: S ≤ 1:2". Questa è ulteriormente suddivisa in base all'esatto rapporto di quantità e agli ioni metallici predominanti nel composto, in modo che il minerale possa essere trovato in base alla sua composizione nella suddivisione "2.EB M:S = 1:2, con Fe, Co, Ni, PGE, ecc.", dove dà anche il nome al "gruppo della pirite" con il sistema nº 2.EB.05a che forma insiema agli altri membri aurostibite, cattierite, dzharkenite, erlichmanite, fukuchilite, gaotaiite, geversite, hauerite, insizwaite, iridissite (attualmente non riconosciuta dall'IMA), kruťaite, laurite, penroseite, sperrylite, trogtalite, vaesite e villamanínite.
Anche la sistematica dei minerali secondo Dana, che viene utilizzata principalmente nel mondo anglosassone, classifica la pirite nella classe dei "solfuri e solfosali" e lì nella sottoclasse dei "minerali solfuri". Qui dà anche il nome al "gruppo della pirite (isometrico: Pa3)" con il numero di sistema 02.12.01 e gli altri membri aurostibite, cattierite, dzharkenite, erlichmanite, fukuchilite, gaotaiite, geversite, hauerite, insizwaite, kruťaite, kutovite, laurite, mayingite, penroseite, sperrylite, trogtalite, vaesite e villamanínite all'interno della suddivisione "Solfuri – tra cui selenidi e telluridi – con la composizione AmBnXp, con (m+n):p = 1:2".

## Chimica
Da un punto di vista teorico, cioè con una composizione ideale (purezza della materia), la pirite è costituita da ferro (Fe) e zolfo (S) in un rapporto di 1:2, che corrisponde a una frazione di massa (% in peso) del 46,55 % di ferro e del 53,45 % di zolfo. Piriti naturali con una composizione quasi pura del 46,49% di ferro e del 53,49% di zolfo e solo tracce di 0,04% di silice (SiO2) sono state rilevate, tra gli altri luoghi, sull'isola d'Elba italiana.
Tuttavia, molti campioni di minerali a volte contengono proporzioni considerevoli di altri elementi. Ad esempio, il 16,69% di nichel è stato misurato in campioni provenienti dalla miniera di Millclose vicino a South Darley nel Derbyshire, in Inghilterra, e il 13,90% in campioni provenienti dal distretto di rame e cobalto di Gladhammar vicino a Västervik nella contea di Kalmar, in Svezia.
Inoltre, campioni di minerali provenienti da altri siti hanno trovato miscele estranee di arsenico, antimonio e tallio e, più raramente, additivi metallici come rame, oro, argento e zinco. Degli elementi menzionati, tuttavia, solo le proporzioni di nichel, cobalto e arsenico possono servire come possibile sostituto per parte del ferro e dello zolfo, mentre gli altri si basano su additivi metallici di calcopirite (CuFeS2).
A causa dell'elevata percentuale di legami omeopolari covalenti con un'energia di legame corrispondentemente elevata, la pirite mostra generalmente una tendenza piuttosto bassa a formare difetti reticolari e cristalli misti. Solo con la cattierite (CoS2) la pirite è miscibile senza restrizioni. I cristalli misti con l'euerite (MnS2) sono praticamente inesistenti. La solubilità della vaesite (NiS2) nella pirite è piuttosto bassa. Secondo le analisi effettuate da L. A. Clark e G. Kullerud nel 1963, la solubilità massima di NiS2 nella pirite è del 7,7% a 729 °C e scende al 6,8% a 700 °C, ma non può più essere determinata a temperature più basse. Tuttavia, la maggior parte delle piriti contenenti nichel si deposita a temperature relativamente basse, con una solubilità di equilibrio del nichel ben al di sotto dell'1% (tutti i dati sono espressi in peso-%). La varietà di pirite contenente nichel, la bravoite può formarsi solo al di sotto di 137 °C e la maggior parte del nichel in queste piriti è presente in una soluzione solida metastabile.

## Abito cristallino

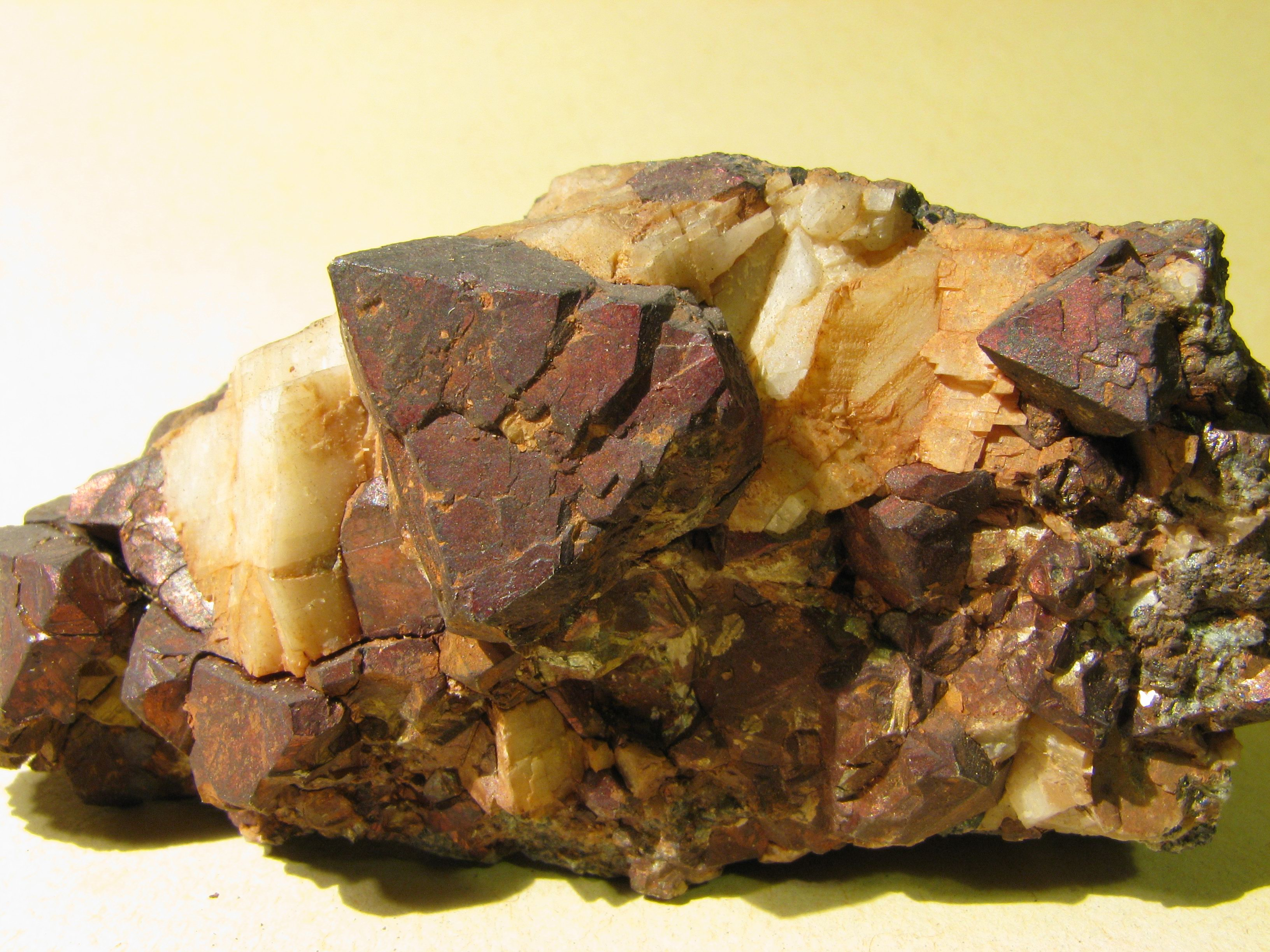
Cristalli ottaedrici di pirite

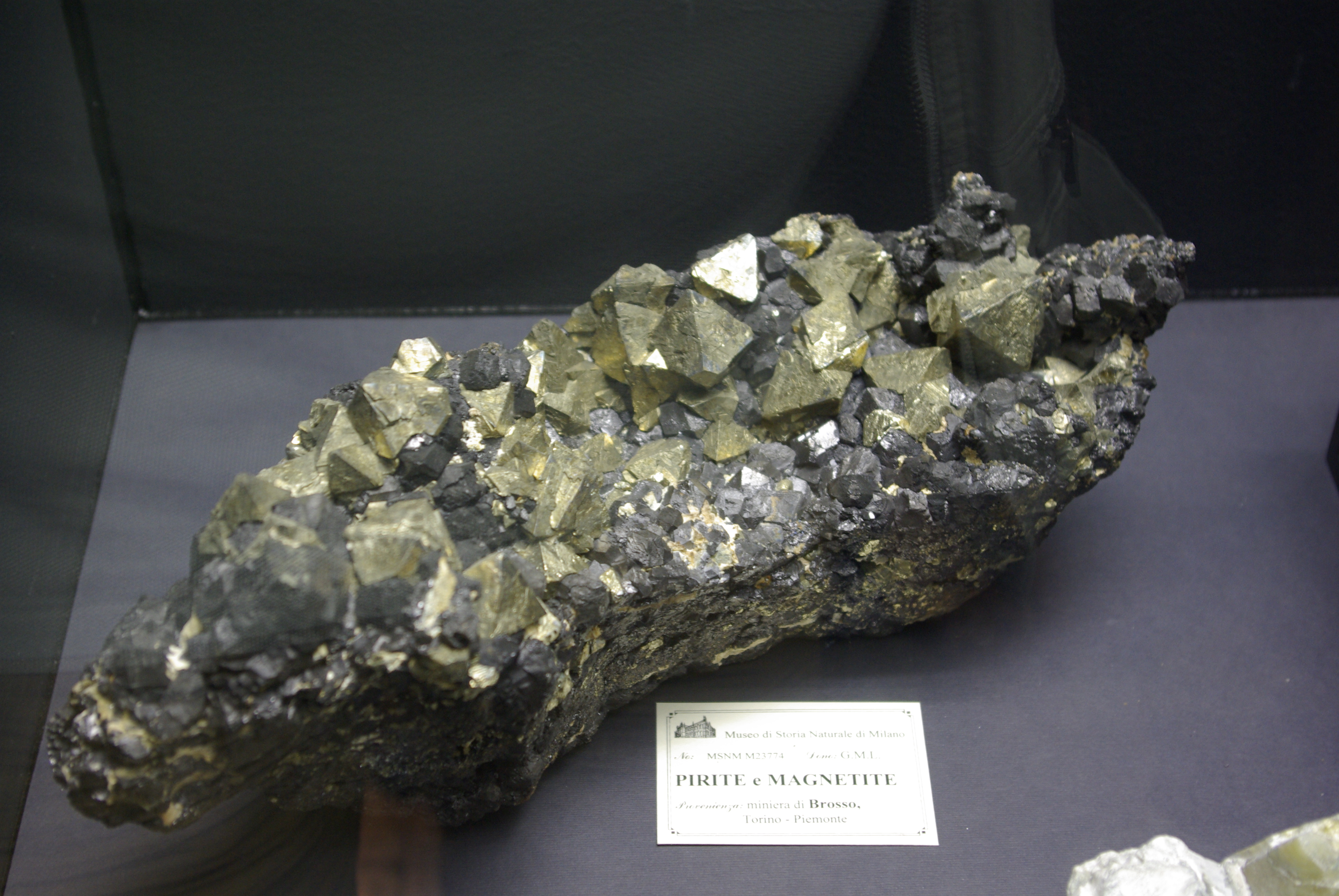
Miniera di Brosso pirite in cristalli ottaedrici e tite

La pirite cristallizza nel sistema cubico-disdodecaedrico nel gruppo spaziale Pa3 (gruppo nº 205) con il parametro del reticolo a = 5,42 Å e quattro unità di formula per cella unitaria.
Strutturalmente, la pirite è molto simile all'alite (anche al cloruro di sodio, NaCl), anche se gli ioni di sodio singolarmente caricati positivamente sono sostituiti da ioni di ferro, e gli ioni di cloruro caricati singolarmente negativamente sono sostituiti da gruppi S2 a forma di manubrio; uno ione disolfuro corrisponde strutturalmente allo ione perossido. Ciascuno degli assi dei manubri è allineato parallelamente ai 3 assi di rotazione, ma in orientamenti diversamente, il che porta a una riduzione della simmetria. All'interno del “manubrio di zolfo” esiste un legame covalente, mentre tra lo zolfo e il ferro esiste un legame ionico.
Occasionalmente, la minore simmetria della classe disdodecaedrica rispetto alla classe esakisocaedrica altamente simmetrica può essere vista dalle strisce superficiali dei cristalli di pirite cubici. Solo nel caso di superfici cubiche opposte la striscia punta nella stessa direzione. Gli assi di rotazione perpendicolari alle superfici del cubo non sono quindi contati a quattro come in un cubo geometricamente esatto, ma solo a due.
La forma cristallina del pentagondodecaedro, che è comune nella pirite, è anche una forma caratteristica della classe dei disdodecaedri.

## Proprietà

### Morfologia
Con una durezza Mohs compresa tra 6 e 6,5, la pirite è uno dei minerali duri che può essere semplicemente graffiato con una lima, simile al minerale di riferimento ortoclasio (durezza 6). Questa durezza Mohs insolitamente elevata per un solfuro è dovuta all'elevata percentuale di legami covalenti.
La pirite di solito si presenta in masse grossolane e granulari o forma aggregati sferici o a forma di lampone. Gli aggregati radiali a forma di disco (soli di pirite) si formano sedimentariamente.
I cristalli ben formati sono comuni e possono crescere fino a oltre 25 cm di dimensione. Finora sono note più di 60 forme cristalline. Le forme più comuni con i loro indici di Miller sono il cubo {100}, il pentagondodecaedro {210} e l'ottaedro {111} più le loro combinazioni. Il pentagondodecaedro si trova principalmente nei cristalli di pirite e quindi questa forma è anche chiamata piritoedro. Più raramente, e di solito solo in combinazione con altre forme, il dodecaedro rombico {110}, il {221} trapezoidale e il disdodecaedro (diploide) {321}. Molto rari sono i cristalli curvi, a forma di cresta.
Sono note anche l'epitassia, cioè le aderenze lecite tra la pirite e la sua marcasite parente ortorombica. In questa forma di adesione, due superfici cubiche di pirite sono allineate parallelamente a una base e a una superficie prismatica di marcasite.

### Proprietà fisiche

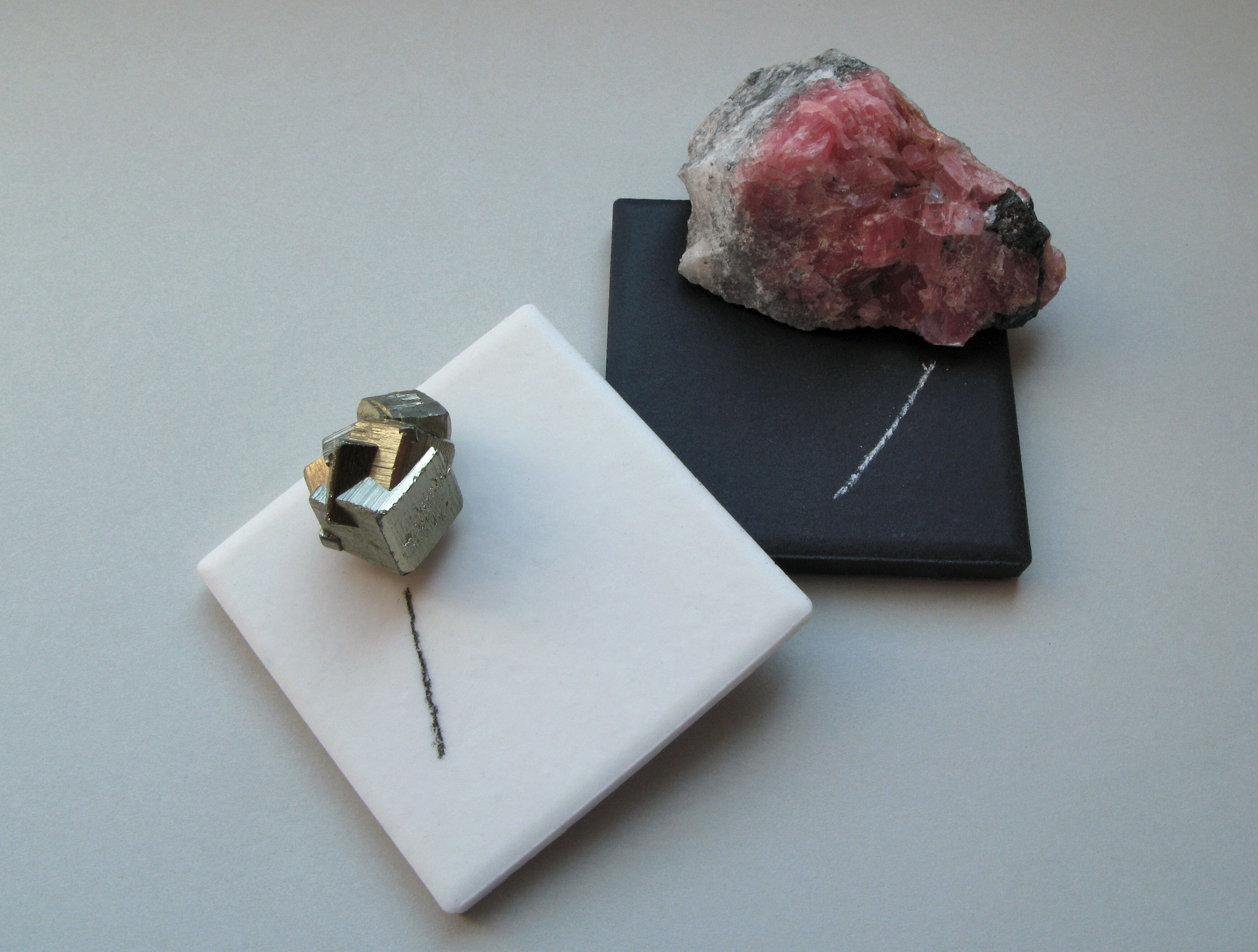
Striscio con pirite (a sinistra) e rodocrosite (a destra)

A causa della sua brillantezza metallica e del colore dorato, la pirite è stata ed è spesso confusa con l'oro. A differenza dell'oro vero, però, la pirite non è malleabile e molto più dura del metallo prezioso. Inoltre, la pirite lascia uno striscio nero distinto sulla mattonella (con occasionali sfumature verdastre o bluastre), mentre l'oro lascia una linea color oro. Tuttavia, la pirite può effettivamente contenere piccole quantità di oro in alcuni siti, il che può renderla un minerale fonte di oro economicamente estraibile (pirite aurifera). Occasionalmente, la pirite mostra un appannamento brunastro o variegato.
La pirite mostra solo una sfaldatura indistinta a seconda delle superfici del cubo {001}. Tuttavia, reagisce alle sollecitazioni meccaniche nel suo complesso fragile e si rompe come il vetro.

### Proprietà chimiche
La pirite è solubile in acido nitrico, acido cloridrico concentrato e acido solforico concentrato caldo. Se riscaldato a oltre 743 °C, il minerale si decompone. A una temperatura di 570 °C, la pirite si converte in pirrotite.
Davanti al cannello a soffiatura, la pirite brucia con una fiamma bluastra e rilascia anidride solforosa (SO2). Il prodotto di fusione è una sfera nera magnetica.

### Proprietà elettriche
La pirite è un semiconduttore naturale il cui gap energetico tra la banda di valenza e la banda di conduzione è ridotto dall'incorporazione di atomi estranei. Il drogaggio con l'arsenico porta a un p-semiconduttore. La banda proibita è compresa tra 0,8 e 1,8 eV. Non è ancora chiaro se si tratti di transizioni dirette o indirette dei bordi della banda. Per la transizione indiretta, viene solitamente data un'energia di 0,95 eV. La costante dielettrica {\displaystyle \varepsilon } della pirite è pari a 20,8.
A causa della loro proprietà semiconduttiva, i pezzi naturali di pirite sono stati precedentemente utilizzati nelle radio a galena come rivelatori a cristallo per la demodulazione. Facendo contatto manualmente secondo il principio di un diodo a punta, è stato utilizzato un ago per trovare una zona sulla pietra adatta come diodo. Il fatto che la pirite fosse ancora utilizzata militarmente per la telegrafia senza fili durante la prima guerra mondiale (fino al 1918) può essere dimostrato da una lettera datata 2 febbraio 1918 nell'archivio della Collezione di Stato Mineralogica di Monaco di Baviera in cui l'azienda Dr. F. Krantz. Rheinisches Mineralien-Kontor (di proprietà all'epoca di Friedrich Krantz, nipote di Adam August Krantz) chiede all'allora capo della Collezione di Stato Mineralogica di vendere la pirite al prezzo di 12 marchi per 100 g con la prospettiva che non sarebbe stato difficile sostituire queste piriti dopo la fine della guerra.

### Proprietà magnetiche
Nel 2020, gli scienziati dell'Università del Minnesota sono riusciti a trasformare la pirite, che in realtà non è nota per il magnetismo, in un ferromagnete. A tale scopo, il materiale è stato messo a contatto con una soluzione elettrolitica e quindi è stata applicata una debole tensione di 1 V. Dopo che la tensione è stata nuovamente tolta, la pirite è tornata al suo stato originale non magnetico.

## Modificazioni e varietà
Il composto FeS2 è dimorfico, cioè si presenta come marcasite di modificazione cristallizzante ortorombica in aggiunta alla pirite di modificazione cristallizzante cubica.
Finora sono note le seguenti varietà di pirite:
- la bravoite contenente nichel (nota anche come mechernichite dopo la sua scoperta a Mechernich Bleiberg vicino a Mechernich, in Renania Settentrionale-Vestfalia); è stata scoperta e descritta per la prima volta nei depositi della miniera di Ragra (Minasragra), nei pressi di Cerro de Pasco, nella Regione di Pasco in Perù. Prende il nome dallo scienziato peruviano José J. Bravo (1874-1928).[37]
- l'hengleinite è una varietà contenente cobalto e nichel che è stata descritta per la prima volta nelle rocce di Müsen, Siegerland, Renania settentrionale-Westfalia.[38]
- non è possibile fornire una formula esatta per la "pirite gel" contenente arsenico (nota anche come pirite melnicovite), poiché cristallizza da una miscela gelatinosa di FeS e FeS2. Sebbene sia costituita principalmente da pirite, contiene anche piccole quantità di FeS e probabilmente inclusioni acquose aggiuntive. Occasionalmente vengono conservati anche i residui di gel.[39]

## Origine e giacitura
La pirite, simile alla sua parente meno stabile marcasite e al minerale solfuro di piombo galena, è un cosiddetto "pass-through" che è stabile in condizioni di formazione magmatica, sedimentaria e metamorfica. A causa della sua ampia gamma di stabilità, la pirite è uno dei minerali più diffusi e di gran lunga il minerale di solfuro più abbondante, che spesso forma spessi depositi di pirite. Alla data del 2021 la pirite è stata rilevata in oltre 44 000 siti in tutto il mondo.
Anche se la pirite si trova in quasi tutti i tipi di giacimenti, il prerequisito più importante per la sua effettiva formazione è sempre l'ampia assenza di ossigeno. Il ferro bivalente (Fe2+) richiesto nella formula chimica può esistere solo in condizioni di bassa concentrazione o assenza di ossigeno. Questo è anche il motivo della principale area di formazione della pirite dalle soluzioni idrotermali, poiché in quest'area la pressione parziale dell'ossigeno fino a oltre 300 °C (in ambiente acido) è così bassa che il ferro è presente solo come Fe2+. Nelle condizioni dell'atmosfera ricca di ossigeno sulla superficie terrestre, la pirite non può formarsi. Una volta formata, tuttavia, la pirite è metastabile come il diamante, anche se meno stabile di quest'ultimo.
Essendo un minerale frequente, la pirite può presentarsi in associazione con molti altri tipi di minerali, sebbene predominino solfuri e solfosali. Oltre alla galena e alla marcasite, i minerali comuni associati nella formazione includono arsenopirite, calcopirite, pirrotite e sfalerite. Sono presenti anche barite, calcite, fluorite, ematite e quarzo.

### Formazione magmatica
Nelle rocce ignee, la pirite è comune come minerale accessorio, per cui il limite superiore di formazione è determinato in funzione della pressione e della temperatura dal decadimento in pirrotite (Fe1−xS) e zolfo (S). Nei depositi intramagmatici di nichel-pirrotite, la pirite si forma inizialmente solo in modo subordinato e si forma solo a temperature più basse. Ad esempio, la pirite si trova in quantità maggiori nella barriera corallina di Merensky, che fa parte del complesso sudafricano di Bushveld. Si trova anche nelle pegmatiti di granito, anche se in quantità piuttosto ridotte.

### Formazione idrotermale
La principale area di formazione della pirite è di origine idrotermale, per cui il minerale può presentarsi in tutte le vene idrotermali e nei depositi di sostituzione sia in masse grossolane che in cristalli perfettamente formati. Grandi giacimenti erano noti in Toscana vicino a Gavorrano, Niccioleta e Boccheggiano, tra gli altri luoghi. Un altro deposito noto è Madem-Lakkos, a circa 3,5 km da Stratoni e circa 100 km a sud-est di Salonicco sulla penisola greca della Calcidica.
Un'area di transizione è formata da depositi sedimentari-esalatori sottomarini, in cui la pirite è uno dei minerali più importanti insieme ad altri solfuri. Ad esempio, il minerale si è formato per circa 25 000 anni da soluzioni saline, alcune delle quali hanno una temperatura di oltre 60 °C, e si raccoglie insieme ad altri solfuri nei bacini profondi del Mar Rosso. Nel corso del tempo, vi si sono formati spessi strati di deposito ricchi di metalli di fango solforato. Il più grande giacimento conosciuto di questo tipo è l'"Atlantis II Deep" ad una profondità di circa 2000 metri con un'estensione di circa 90 km², che è all'incirca la dimensione di Manhattan. Le fumarole nere sul fondo del mare profondo sono anche noti per emettere grandi quantità di pirite, che precipita nell'acqua di mare fredda.
Giacimenti noti di questo tipo includono anche la miniera di Rammelsberg nel circondario di Goslar in Bassa Sassonia (Germania), l'ex miniera di Drei Kronen & Ehrt (ex miniera di Himmelsfürst o pozzo di Einheit) vicino a Elbingerode nel distretto di Harz (Sassonia-Anhalt) e l'Hüttenberger Erzberg nel nord-est della Carinzia in Austria.

### Formazione sedimentaria
Nei sedimenti, la pirite viene sempre precipitata come solfuro ferroso amorfo (FeS) dall'attività metabolica dei batteri solforiduttori. In condizioni anossiche, ad esempio in bacini marini come il Mar Nero, può anche precipitare direttamente. Gli ioni solfato disciolti sono sempre presenti in concentrazioni sufficienti nell'acqua di mare. Tuttavia, il processo può avvenire anche nel terreno, a condizione che siano presenti acque sotterranee ricche di solfati, ad esempio vicino a depositi di gesso. Il solfuro ferroso, prevalentemente amorfo, reagisce, tra l'altro, con lo zolfo, che viene anche precipitato dai microbi, al disolfuro di ferro (FeS2), che cristallizza come pirite o marcasite. Si formano anche altre fasi di solfuro di ferro come la mackinawite e la greigite, ma di solito non sono stabili a lungo termine, ma vengono ulteriormente convertite in pirite dall'idrogeno solforato prodotto dai batteri.
Questa reazione può avvenire direttamente nell'acqua (formando, nei sedimenti di solito nel corso di decenni o secoli, aggregati concentrici tondeggianti chiamati framboidi). Termodinamicamente (come mostrato nel diagramma di Pourbaix), la pirite è l'unica fase stabile nell'acqua di mare in condizioni anossiche. La marcasite può essere depositata solo in acque acide, cioè in sedimenti limnici, ma non in acqua di mare alcalina. Almeno cinque milioni di tonnellate di pirite si formano in questo modo ogni anno, principalmente nei sedimenti marini.
Durante la diagenesi dei sedimenti, l'ingrossamento dei grani di solito avviene per cristallizzazione collettiva, per cui la pirite ha la capacità di spostare quasi tutti i minerali che formano le rocce presenti nei sedimenti e quindi creare spazio per se stessa. Un luogo preferito per la separazione della pirite sono le strutture delle cavità, come all'interno di gusci di molluschi incorporati nel sedimento (gusci di ammoniti e simili). Qui, i processi sopra descritti possono accumulare così tanta pirite per lunghi periodi di tempo che le camere dei gusci di ammonite a volte sono completamente riempite e si forma un nucleo di pietra di pirite. Con una maggiore compressione, la pirite può crescere in cristalli più grandi e persino sostituire gusci o ossa di cozze. In questo modo, i fossili possono essere completamente trasformati. Ne sono un esempio le ammoniti del Giurassico, del Giura della Franconia e del Württemberg.
Infine, la pirite si trova anche nella lignite e nel carbon fossile, nonché nelle falde acquifere prive di ossigeno. Di solito è scarsamente cristallizzato in questo ambiente e molto sensibile all'ossidazione.

### Formazione metamorfica

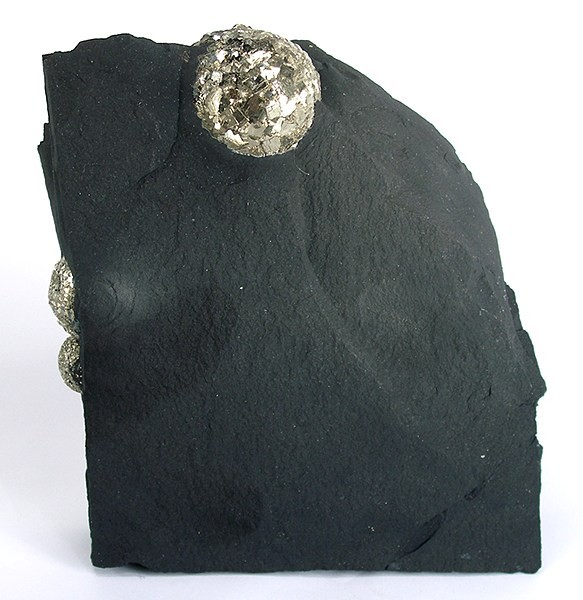
Pirite sferica in scisto nero proveniente dalla regione di Pilbara, Australia occidentale (dimensioni 11,3 cm × 9,6 cm × 3,4 cm)

Sotto l'influenza delle forze metamorfiche regionali, la pirite può essere conservata nella catazona (oltre 500 °C), dove viene infine convertita in pirrotite. Tuttavia, anche a temperature significativamente più basse nell'epizona, inizia la cristallizzazione in cui grandi cristalli crescono da minuscoli grani di pirite distribuiti nella roccia. Questo tipo di formazione cristallina allo stato solido si trova molto spesso negli gneiss e negli scisti verdi (anche scisti di clorito). Siti ben noti di questo tipo erano e sono, tra gli altri, il giacimento di smeraldi nella valle di Habach negli Alti Tauri nel Salisburghese (in Austria) con ritrovamenti di cubi di pirite di dimensioni centimetriche, così come la cava Bayerland nel comune di Leonberg (in Baviera) dell'Alto Palatinato come un deposito di minerale di pirite un tempo importante dal punto di vista economico, e la cava di Lengenbach nella valle di Binn come uno dei siti più noti nel Canton Vallese perché ricca di minerali.
Fino all'inizio degli anni '80, l'estrazione di ghiaia sulfurea vicino a Meggen, nella regione del Sauerland, nella Renania Settentrionale-Vestfalia, era anche uno dei giacimenti economicamente importanti della Germania, con una produzione annua di circa 450 000 tonnellate di pirite.
Altri siti noti di questo tipo includono l'ex miniera di fluorite Hohe Warte vicino a Gernrode in Sassonia-Anhalt (Germania) con cornubianite e skarn, dove il raro minerale cronstedtite si trova oltre a cristalli e aggregati di pirite di dimensioni decimetriche, il Plattenkogel, che appartiene al gruppo dell'Ankogel, con i suoi gneiss di aplite in Carinzia al confine con Salisburgo e lo gneiss e i micascisti dello Schwarzkopf vicino a Bad Gastein nel distretto salisburghese di St. Johann im Pongau in Austria, dove è stato possibile recuperare cristalli di pirite di dimensioni fino a 9 cm.
Noti giacimenti di ferro e rame di tipo skarn sono la miniera di Trepča Stan Terg nel complesso di Trepča a nord-est di Mitrovica Nord in Kosovo con cristalli di pirite e aggregati di diversi centimetri di dimensione così come pseudomorfismi dopo la pirrotite, nella miniera di Nikolaevskiy vicino a Dal'negorsk nel Circondario federale dell'Estremo Oriente con stadi minerali di solfuro generalmente molto ben formati (arsenopirite, calcopirite, galena, pirite, pirrotite, sfalerite) così come il pozzo di Fengjiashan vicino a Daye nella provincia cinese di Hubei, dove la pirite di solito si trova in associazione con il quarzo in aggregati cristallini a volte di dimensioni decimetriche.

### Importanti reperti di pirite

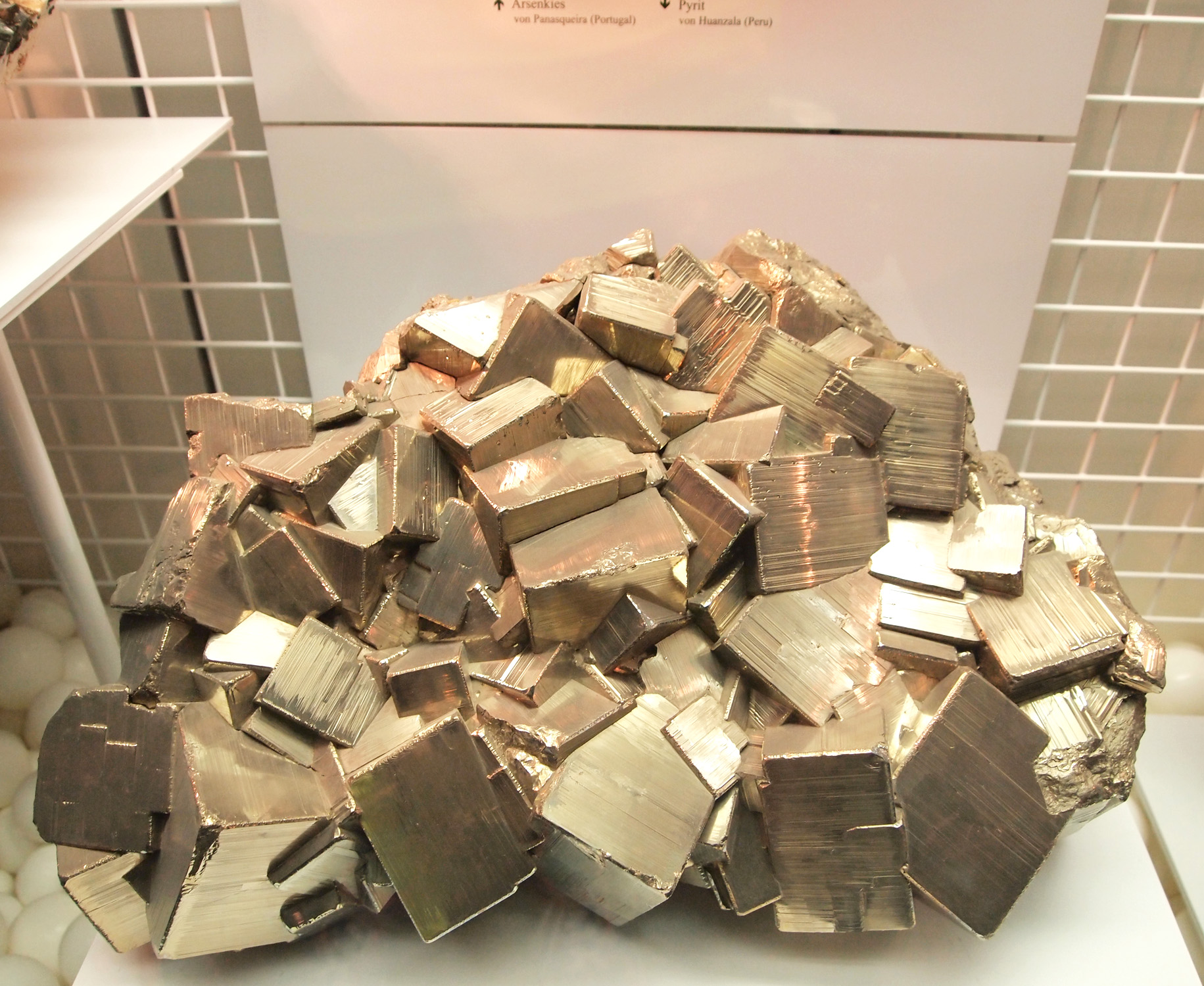
Grande cumulo di cristalli di pirite dal pozzo di piombo-zinco di Huanzala, Huallanca, regione di Huánuco, Perù, esposto al Museum Mensch und Natur, Monaco di Baviera

I cubi di pirite più grandi, con una lunghezza del bordo fino a 50 cm, sono stati estratti nelle miniere della Calcidica in Grecia. Piriti fino a 30 cm di dimensioni sono note dal deposito di minerale Climax (principalmente molibdenite, ma anche cassiterite, hübnerite e pirite) vicino alla città con lo stesso nome nella contea di Lake, Colorado. Cristalli che pesano fino a 35 kg e dimensioni fino a 22 cm sono venuti alla luce nel giacimento d'oro di Berezovsky nell'Oblast di Sverdlovsk. Pirite ben cristallizzata con un diametro fino a 20 cm è stata trovata a Rio Marina sull'isola d'Elba in Italia e nella miniera di Sámo vicino a Hnúšťa in Slovacchia, tra gli altri luoghi. Dopotutto, cristalli fino a 15 cm di dimensione sono stati trovati a Huánuco e Santiago de Chuco in Perù.
La miniera di rame di Cakmakkaya vicino a Murgul in Turchia produce cristalli di pirite meno grandi, ma eccezionalmente ricchi. Oltre agli ottaedri di diversi centimetri di dimensione, qui sono state trovate anche combinazioni di pentagonododecaedri e icosaedri. Queste piriti si sono formate in una combinazione di depositi di minerali vulcanici-sedimentari e idrotermali. Le rocce secondarie delle vene sono il calcare e le brecce riolitiche, trachitiche, andesitiche e basaltiche.
Famosi sono anche i geminati di cristallo noti come la "Croce di Ferro", due pentagonododecaedri provenienti dal Weserbergland, dall'area intorno a Vlotho e nell'Extertal nella Vestfalia orientale, in Germania. La contea di Ross, nello stato americano dell'Ohio, è nota anche per le sue concrezioni di pirite a volte bizzarre, i cosiddetti "serpenti di pirite".
Tra i più grandi depositi sedimentario-esalatori e le più antiche aree minerarie in Spagna ci sono le miniere di Riotinto nella cintura di pirite della penisola iberica meridionale, dove la pirite è presente sotto forma di depositi a grana fine con una massa stimata di circa un miliardo di tonnellate, così come la città di Navajún (La Rioja) con il maggior numero di ritrovamenti di cubi di pirite perfetti e lucidi al mondo. I gruppi cristallini possono essere lunghi fino a 30 cm e i cubi più grandi possono avere una lunghezza del bordo fino a 6 cm (secondo altre fonti, fino a 8 cm) di lunghezza.

### Altri siti noti
Oltre ai depositi esemplari e ai siti dei vari tipi di formazione, i seguenti siti sono noti a causa di eccezionali ritrovamenti di pirite:

#### Francia
- Cava di La Lande vicino a Plumelin in Bretagna
- Cava Aigue Bonne vicino a Saint-Raphaël sulla Costa Azzurra nel dipartimento del Var.

#### Irlanda
- Miniere d'argento di Ballygown South, Ballynoe e Mogul nella contea di Silvermines, contea di Tipperary.

#### Canada
- Nanisivik sull'Isola di Baffin nel territorio del Nunavut con l'omonima miniera di piombo e zinco ricca di argento, dove sono stati trovati cristalli di marcasite e pirite molto ben formati, combinazioni di cristalli complessi e gemelli secondo la Croce di Ferro, pseudomorfosi dopo marcasite e aderenze epitassiali dei due.[64]
- Elizabethtown-Kitley nelle contee unite di Leeds e Grenville in Ontario con la miniera di ferro di Shipman (anche miniera di Billings) dove la pirite è stata trovata fino a 9 cm di dimensioni.
- La città ormai abbandonata di Elsa, nel territorio dello Yukon, dove si estraevano principalmente argento, piombo e zinco, ma anche piriti e marcasiti ben formate sono state trovate accanto a straordinari cristalli di polibasite e stephanite, a volte dai colori vivaci.

#### Norvegia
- Il comune di Evje og Hornnes con diverse cave di feldspato e cubi di pirite ben formati e centimetrici.

#### Stati Uniti
- La miniera di Zn-Pb-Ag-Cu-Au-Mn New Jersey Zinc Eagle Mine (abbreviata Eagle Mine o Gilman Mine) vicino a Gilman nella contea di Eagle, in Colorado, con livelli di pirite in alcuni casi di dimensioni superiori a 20 cm.
- La miniera di ferro di Roxbury nella contea di Litchfield, nel Connecticut, è principalmente conosciuta come il più grande deposito di siderite del Nord America, fornisce anche eccellenti cristalli di pirite.

#### Altri luoghi
La pirite è stata trovata anche in campioni di roccia provenienti dai campi idrotermali della dorsale medio-atlantica, della dorsale medio-indiana, e della dorsale del Pacifico orientale (Mar Cinese Orientale, giapponese e Mare di Ochotsk), così come al di fuori della Terra è stata trovata sulla Luna nel Mare Crisium, l'area di atterraggio della missione Luna 24.

## Forma in cui si presenta in natura
La pirite è opaca in qualsiasi forma e sviluppa prevalentemente cristalli idiomorfi sotto forma di cubi o pentagonododecaedri. Anche gli ottaedri e i disdodecaedri sono comuni, così come le combinazioni tra queste forme. Le superfici in cristallo mostrano spesso una caratteristica striatura e una vivace lucentezza metallica quando sono fresche.

### Nell'atmosfera
In un ambiente ricco di ossigeno, ad esempio nella zona di ossidazione dei depositi di solfuro, la pirite è esposta agli agenti atmosferici e quindi si trasforma lentamente. In questo processo, lo zolfo viene prima convertito da S2− a (SO4)2− mediante ossidazione e si formano solfati ferrico e ferroso come la melanterite (detta anche vetriolo di ferro) o copiapite. Rimuovendo lo zolfo in soluzione, il ferro ormai trivalente rimane e forma ossidi e idrossidi con l'ossigeno, come la limonite (principalmente una miscela di goethite e lepidocrocite) e infine l'ematite per disidratazione della limonite.
Con una trasformazione corrispondentemente lenta, in questo modo si formano anche pseudomorfismi da goethite o limonite a pirite, che possono ancora contenere resti di pirite nel nucleo. Tuttavia, l'ossidazione della pirite rilascia così tanta energia che può incendiarsi, specialmente in formazione a grana fine, e quindi innescare incendi. Tra le altre cose, un incendio di giacimenti di carbone è stato appiccato a Ravat sul fiume Yaghnob in Tagikistan, che imperversa da oltre 2000 anni (cioè già al tempo di Alessandro Magno).
Anche le piriti nelle collezioni domestiche o museali si decompongono nel tempo sotto l'influenza dell'ossigeno atmosferico e dell'umidità. La cosiddetta "malattia della pirite" inizia con efflorescenze, che creano crepe lungo le quali i campioni alla fine si sbriciolano e si disintegrano. I più stabili sono i cristalli ben formati e i livelli con superfici cristalline lisce, alcuni dei quali possono durare per secoli. Il trattamento superficiale può anche rallentare il decadimento causato dagli agenti atmosferici. D'altra parte, un'umidità troppo elevata ha un effetto accelerante.

## Biologia
Secondo una teoria del biochimico Günter Wächtershäuser, l'inizio dei processi chimici necessari per la vita potrebbe aver avuto origine sulla pirite. La vita ha avuto origine in condizioni anaerobiche, che sono anche necessarie per la formazione della pirite. Al fine di avviare e mantenere i processi metabolici chimici più semplici, la pirite offre diversi prerequisiti. Da un lato, la carica positiva delle superfici cristalline della pirite ha un effetto positivo sulla coesione degli elementi costitutivi prevalentemente caricati negativamente per la sintesi di molecole organiche. D'altra parte, la crescita della pirite fornisce energia e dinamica sufficienti per guidare e sostenere le reazioni di sintesi delle biomolecole.
Secondo Wächtershäuser, il fatto che il ferro e lo zolfo svolgano ancora oggi un ruolo importante in numerosi processi biochimici può servire come indicazione di questa possibilità di emergere di processi vitali; fondamentalmente come cluster ferro-zolfo negli enzimi delle forme di vita anaerobiche.

## Usi

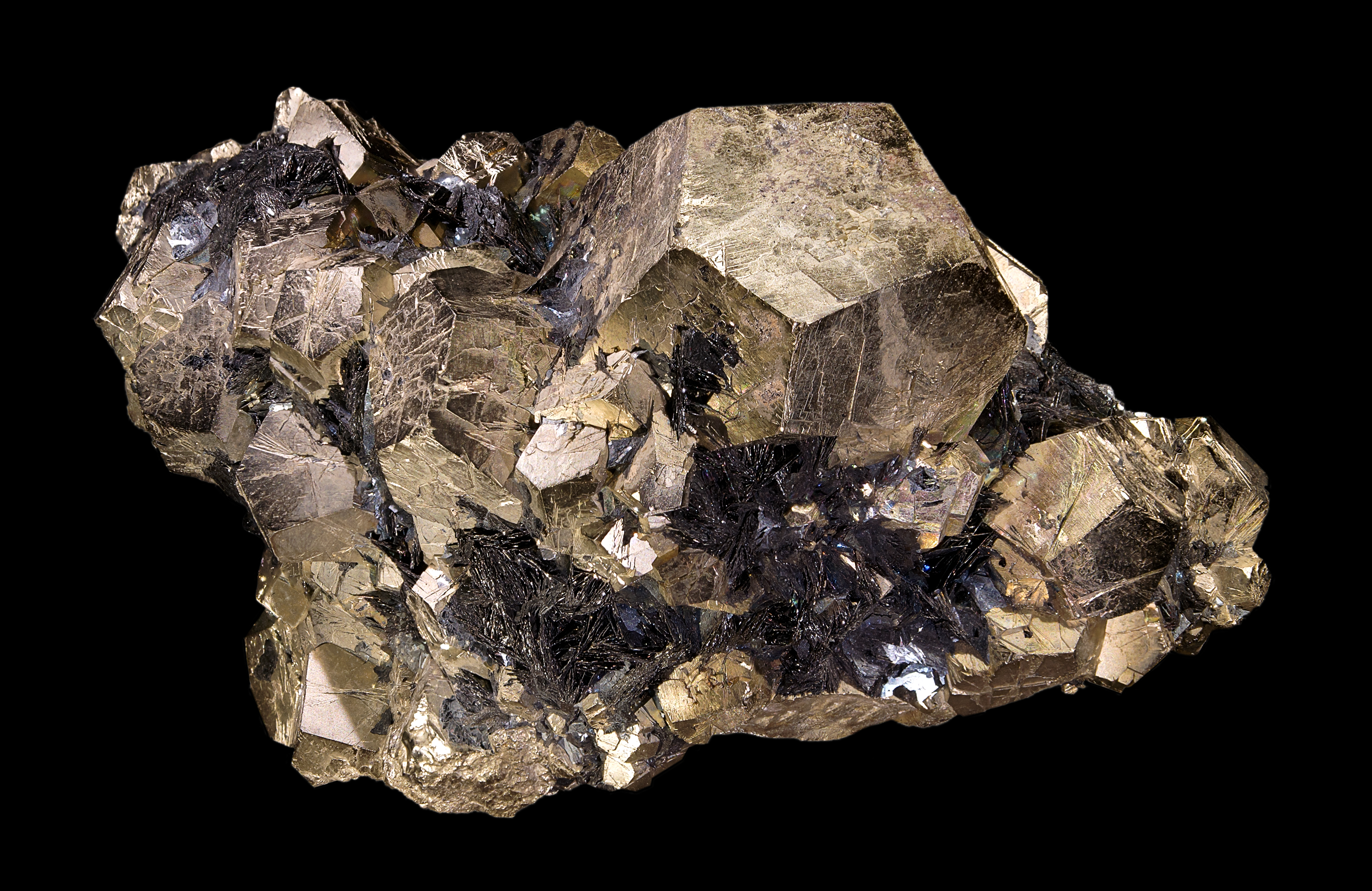
Pirite ed ematite di Rio Marina

### Come materia prima
Insieme allo zolfo elementare, la pirite è la materia prima di zolfo più importante per la produzione di acido solforico. La tostatura ossidante converte prima il solfuro di ferro in ossido ferrico e anidride solforosa con l'aiuto dell'ossigeno. Quest'ultimo viene ulteriormente trasformato in triossido di zolfo e infine in acido solforico.
L'ossido ferrico (noto anche come minerale viola o combustione di ghiaia, Fe2O3) rimasto dalla produzione di acido solforico viene trasformato in ferro negli altiforni. Inoltre, la combustione della ghiaia viene utilizzata anche come agente lucidante e materiale di base per vernici. Un noto agente lucidante era la lucidatura rossa, che veniva prodotta a Bodenmais nella foresta bavarese mediante un'attenta ossidazione di pirite e pirrotite.
Nel 1999, circa tre milioni di tonnellate di pirite sono state tostate in Europa per la produzione di acido solforico, la maggior parte dell'acido solforico è ora ottenuta dalla desolforazione di combustibili fossili e altri gas di scarico.
Storicamente, la pirite e la marcasite sono state utilizzate per l'estrazione del vetriolo. Questi erano esposti agli agenti atmosferici su cumuli – parte dello zolfo doveva essere espulso dalla pirite in anticipo con l'aiuto di speciali "forni di zolfo", mentre la marcasite si alterava da sola (da qui il suo sinonimo ghiaia di vetriolo) – e lentamente convertita in vetriolo. Il percolato veniva raccolto e il vetriolo in esso contenuto veniva lisciviato.
Oltre alla produzione di vetriolo, la pirite veniva utilizzata anche per l'estrazione dell'allume, cioè estratto da scisto di allume tostato e lisciviato contenente pirite. Durante la produzione, la pirite costituiva la base dell'acido solforico necessario per la formazione del solfato di alluminio (Al2(SO4)3), che veniva ulteriormente trasformato in allume di potassio insieme al solfato di potassio.
In caso di arricchimento locale con rame, ad esempio mediante additivi con calcopirite, la pirite viene estratta anche come minerale di rame e mediante mescolanze con l'oro e anche come minerale d'oro.
Nella produzione di acciaio di alta qualità come l'acciaio inossidabile, la pirite viene aggiunta per migliorare la lavorabilità. La ragione di ciò è la proprietà dello zolfo di formare una matrice di zolfo nell'acciaio.
Nel 2015, i ricercatori dell'Empa (Laboratorio federale di prova dei materiali e di ricerca) e del Politecnico federale di Zurigo hanno sviluppato una cosiddetta "batteria d'oro degli sciocchi" alla ricerca di un'alternativa economica alle batterie agli ioni di litio, in cui l'anodo (polo negativo) è fatto di magnesio e il catodo (terminale positivo) è fatto di pirite. L'elettrolita associato è costituito da ioni magnesio e sodio. I vantaggi di questa nuova batteria, oltre ai prezzi molto più bassi delle materie prime di magnesio (15 volte più economiche) e pirite rispetto al litio, sono che non può esplodere, poiché il magnesio è più sicuro del litio come anodo. Inoltre, secondo i risultati di precedenti ricerche, la "batteria d'oro degli sciocchi" sembra essere più resistente, in quanto non aveva quasi perso nulla delle sue prestazioni anche dopo 40 cicli di carica e scarica. L'unico svantaggio sono le prestazioni complessive, ancora piuttosto basse, che finora hanno escluso l'utilizzo in dispositivi mobili e auto elettriche.

### Pietre preziose e oggetti da collezione
Sebbene la pirite appartenga al gruppo dei gioielli da lutto, viene indossata anche in altre occasioni e trasformata in pietre preziose, di solito in forma naturale come ciondoli o spille, ma anche tagliata come pietra per anelli o collane, tra le altre cose. Nel IX secolo, la pirite era anche un ornamento popolare tra i Maya, insieme alla giada, alla cinabro, all'ematite, al quarzo, alla serpentinite e al turchese, per i quali venivano praticati fori precisi nei denti anteriori.
Tuttavia, la pirite non è particolarmente adatta come ornamento da indossare perché è sensibile all'effetto del calore, che già causa problemi durante l'incastonatura. A causa della sua sensibilità agli acidi, le superfici cristalline si "ciecano" nel tempo. Poiché la pirite è molto simile alla marcasite, viene spesso venduta con questo nome errato. Tuttavia, la marcasite è ancora più sensibile e decade dopo alcuni anni.
Come oggetto da collezione, le piriti sono particolarmente ricercate come cristalli ed esemplari ben formati, nonché fossili piritizzati. Siti famosi sono l'Elba in Italia per i piritoedri larghi fino a 15 cm, spigolosi e lucidi, il Perù centrale (Cerro de Pasco, Chungar e altri) per gli esemplari di cristallo con cubi e combinazioni fino a 10 cm di dimensione, il Navajún nel nord della Spagna per i cubi più e perfetti del mondo e i gruppi cristallini fino a 30 cm di dimensione, Stratoni sulla penisola greca di Halkidiki con gradini lucidi, cubi, ottaedri e piritoedri, nonché frequente formazione di cristalli giganti fino a 50 cm di lunghezza del bordo, nonché i Monti Metalliferi sassoni e boemi per diverse pseudomorfosi di dimensioni centimetriche di pirite e marcasite a pirrotite.

## Rilevanza per l'ambiente
La pirite e gli altri composti solforati contenuti nella lignite e nel carbon fossile rilasciano lo zolfo contenuto nel processo di combustione sotto forma di anidride solforosa (SO2) nei fumi. Quando questo gas entra nell'atmosfera, l'acido solforoso (H2SO3) si forma in goccioline d'acqua, che contribuiscono in modo significativo alla formazione di "piogge acide". Con misure di desolforazione dei gas di combustione, l'anidride solforosa può essere in gran parte trattenuta.
La pirite contenuta negli strati di acque sotterranee può anche essere ossidata in presenza di ossigeno. Questa ossidazione è catalizzata principalmente dai batteri. Di grande importanza è l'ossidazione della pirite da parte di batteri denitrificanti, ossidanti del ferro e dello zolfo con nitrato come agente ossidante indiretto. Si tratta di un processo costituito da diverse reazioni redox abiotiche e batteriche, in cui il solfuro solforato della pirite viene infine ossidato a solfato (SO2−4) e il nitrato viene ridotto ad azoto molecolare elementare (N2). Questo processo è chiamato denitrificazione da parte della pirite.
Poiché il valore limite per i nitrati (50 mg/l) è inferiore a quello per il solfato (240 mg/l) secondo l'ordinanza sull'acqua potabile, la denitrificazione mediante pirite comporta uno sgravio per quanto riguarda il rispetto del valore limite dei nitrati. Il ferro contenuto nella pirite e in altri elementi metallici di accompagnamento come il manganese o il nichel può migrare parzialmente nell'acqua e deve essere eliminato durante il trattamento dell'acqua potabile.
La pirite contenuta nella lignite è una delle fonti di acidificazione dei fori per residui di miniera a cielo aperto.

## Esoterismo
La pirite è usata dagli esoteristi come pietra curativa contro l'artrite e il dolore della sciatica. Affermavano che la pirite coltivata radialmente – un cosiddetto "sole di pirite" – indossata come amuleto pendente sul collo fosse efficace contro i disturbi dello stomaco e dell'apparato digerente da un lato e che rafforzasse il sistema immunitario dall'altro. Tuttavia, non ci sono prove scientifiche della sua efficacia.